# Notiobiella bella
Notiobiella bella is een insect uit de familie van de bruine gaasvliegen (Hemerobiidae), die tot de orde netvleugeligen (Neuroptera) behoort. 
Notiobiella bella is voor het eerst wetenschappelijk beschreven door Navás in 1930.